# Dariusz Nowak-Nova
Dariusz Nowak-Nova (ur. 1962) – polski artysta multimedialny. 
Ukończył katowicki Wydział Grafiki Akademii Sztuk Pięknych w Krakowie (obecnie Akademia Sztuk Pięknych w Katowicach) oraz studia podyplomowe na Wydziale Elektroniki i Technik Informacyjnych Politechniki Warszawskiej. 
Na początku lat 90. XX wieku uczestniczył w wielu wystawach pokoleniowych (m.in. Arsenał '88, Red & White, NOTORO Symposion, Art Confrontation "Tumult").
Od 1995 r. zajmuje się net-artem. Jest autorem projektów:
- Live Tarot (1996-1999),
- Project Zeitgeist (1997-1998),
- project|dante[1] (1998-2006).

Uczestnik międzynarodowych wystaw i sympozjów (m.in. Ars Electronica, Międzynarodowe Biennale Sztuki Mediów WRO, Media Forum ostranenie, Transmediale, offline@online Media Art Festival).
Od połowy lat 90. odpowiada za wdrożenie interaktywnych projektów i systemów o charakterze informacyjnym. Autor kampanii wizerunkowych realizowanych dla partii politycznych, instytucji samorządowych i podmiotów publicznych. Wykonał większość stron internetowych PIS. Od 2003 do 2005 r. zajmował się internetowym serwisem Urzędu m.st. Warszawy.